# Cala'n Porter
Cala en Porter, ou Cala'n Porter en minorquin (variété du catalan), est une localité de la commune d'Alayor, sur l'île de Minorque, Baléares, Espagne. Cala'n Porter est à 11 kilomètres au sud d'Alayor.
Cala'n Porter est à la fois une zone touristique et un site de la culture talayotique de Minorque, faisant partie d'un ensemble inscrit au patrimoine mondial de l'UNESCO.

## Site touristique
Cala'n Porter est surtout connue pour la plage qui lui donne son nom, en forme de coque, avec une ouverture sinueuse (sorte de petite ria), très fréquentée pendant la saison touristique. La plage est entourée de falaises couvertes d'une abondante végétation, surtout sur la rive droite de la plage. Le côté gauche est occupé par les maisons d'un lotissement. 
Pendant les mois d'été, la Croix-Rouge en assure la sécurité et les animaux de compagnie y sont interdits. La plage dispose d'un label environnemental.
C'est également un mouillage apprécié pour les voiliers. Mais le vent du sud y souffle assez fort et la Cala étant de faible profondeur, il est recommandé de ne pas y entrer par mauvais temps ou de nuit.
A l'embouchure de la ria, sur la rive gauche, se trouve l'une des grottes les plus fameuses de l'île, autant pour son histoire que pour son usage actuel, la Cova d'en Xoroi. Cette grotte avec des ouvertures à mi-hauteur de la falaise est ouverte toute la journée et la nuit se transforme en une discothèque originale, ayant une vue spectaculaire sur la Méditerranée et la falaise.

## Site du patrimoine mondial
Cala'n Porter est inscrite au patrimoine mondial de l'UNESCO depuis 2023, dans le cadre d'un bien en série, appelé Minorque Talayotique, qui comprend 10 zones réparties sur l'île, chaque zone comprenant divers monuments ou sites. Cet ensemble répertorie des sites archéologiques uniques, datant de l'Age du bronze pour les plus anciens, et représentatifs d'une architecture "cyclopéenne". Ils se composent d'hypogées (grottes artificielles), de talayots (structures coniques généralement tronquées), de taulas (constructions monumentales en forme de T), de navetas (en forme de navire inversé), de maisons circulaires et d'hypostyles (toits soutenus par des piliers). La zone d'Alayor en est particulièrement riche.
Ces sites sont également inscrits sur la liste des Biens d'Intérêt Culturel des Îles Baléares, dont le Conseil Insulaire de Minorque assure l'entretien et la conservation.
La nécropole de Cales Coves se situe sur la rive gauche de Cala'n Porter, tout près de la zone d'habitations. Six autres sites se trouvent à proximité immédiate de Cala'n Porter: la Grotte de Biniedris, le village talayotique de So Na Caçana, celui, voisin, de Torrellisar et, sur la rive droite de Cala'n Porter, le village talayotique de Torre d'en Galmes, l'édifice de Na Comerma de Sa Garita et le dolmen de Roques Llises.